# John Smyth
John Smyth (aportuguesado João Esmite; 1570 - 28 de agosto de 1612) foi um ministro e teólogo puritano inglês. Smyth foi um defensor do princípio da liberdade religiosa. Ele é considerando como um dos pioneiros da tradição batista.

## Vida
John Smyth era filho de John Smyth, proprietário rural de Sturton-le-Steeple, Nottinghamshire. Smyth foi educado em Queen Elizabeth's High School, no condado próximo de Lincolnshire, em Gainsborough. Logo após a educação básica, Smyth entrou para Christ’s College. Smyth subsequentemente foi ordenado sacerdote anglicano na Igreja da Inglaterra no ano de 1594.

## Ministério
John Smyth assumiu cargo de pregador nos anos iniciais do séc. XVII, em Lincoln. Durante o novo ofício, Smyth se tornou adepto das visões puritanas dentro da Igreja da Inglaterra. Após as novas convicções, ele participou da assembléia puritana em Coventry, em 1606. Smyth, Thomas Helwys, e outros líderes puritanos foram excomungados pela Igreja da Inglaterra, rompendo então com a igreja estatal em 1607. Smyth e Helwys tornaram-se líder dos puritanos em Gainsborough onde formaram a Congregação de Gainsborough e foram escolhidos como ministros, apoiados pelo feudo da região. Os puritanos foram então, logo depois das excomunhões, perseguidos pela Igreja da Inglaterra e exilados para a Europa Continental. Na mais tolerante República Holandesa, na capital Amesterdão, os puritanos de Gainsborough se estabeleceram, enquanto outros puritanos ficaram em outras cidades, e lá passaram a estudar teologia com afinco. Em 1608, Smyth publicou The Differences of the Churches', em que explicava as características de uma igreja considerada bíblica. Seguindo a eclesiologia adotada pela maioria dos puritanos, como a doutrina da membrasia regenerada, eles concluíram que apenas aos recém-convertidos confessando fé e arrependimento deveria ser administrado o sacramento do batismo, como era na Igreja Primitiva, segundo eles. Então, em 1609, Smyth batizou-se com consciência e em seguida batizou Helwys e os demais puritanos da congregação, marcando o início da tradição batista.
Em fevereiro de 1610, Smyth e outros puritanos redigiram uma epístola a uma igreja menonita em Waterland para estar em comunhão com a Reforma anabatista. Helwys, John Murton e certos puritanos não apoiaram a causa, pois eles consideravam os anabatistas, assim como a maioria dos outros protestantes, hereges e falsos protestantes (embora não apoiassem a perseguição). Isso resultou na excomunhão de Smyth e de outros pelo líder puritano adjunto Thomas Helwys, pois Helwys acreditava que essas convicções menonitas eram adoção de heresias. Eles então se juntaram a igreja menonita em Waterland, enquanto os puritanos da igreja, agora liderados por Helwys, voltaram a Inglaterra para reformar e propagar os novos ideais no meio puritano e anglicano. Eles se estabeleceram em White's Alley, na região de Spitalfields, em Londres, no ano de 1612.

## Fim da vida
John Smyth faleceu em 28 de agosto de 1612, em Amsterdam.